# 岐阜県道192号六軒停車場線
岐阜県道192号六軒停車場線（ぎふけんどう192ごう ろっけんていしゃじょうせん）は、岐阜県各務原市にかつて存在した一般県道である。2012年（平成24年）1月20日に廃止され、各務原市に移管された。通称：「蘇原中央通り」。

## 概要
起点の名鉄各務原線 六軒駅から終点まで北上していた路線である。起点の南側には国道21号の旧道交点がある。途中、JR高山本線、いちょう通りと交差し、各務原市立蘇原第一小学校を通過して蘇原古市場町交差点（岐阜県道205号長森各務原線交点）に至る。

### 路線データ
岐阜県公報に基づく起終点および経過地は次のとおり。
- 起点：六軒停車場・各務原市（各務原市蘇原六軒町）
- 終点：那加各務原停車場交点・各務原市（蘇原古市場町交差点＝岐阜県道205号長森各務原線[注釈 1]）
- 重要な経過地：なし

## 地理

### 通過する自治体
- 岐阜県
各務原市

### 沿線
- 名鉄各務原線 六軒駅
- 各務原市立蘇原第二小学校
- バローショッピングセンター各務原中央店・ホームセンターバロー各務原中央店（イトーヨーカ堂各務原店跡地）
- 各務原市立蘇原第一小学校

## 別名
- 蘇原中央通り（各務原市）